# Lophostoma silvicolum
Lophostoma silvicolum é uma espécie de morcego da família Phyllostomidae. Pode ser encontrada na América Central e na metade norte da América do Sul. Habita desde Honduras até a Bolívia, Paraguai e Brasil. Possui uma dieta baseada principalmente em insetos, mas também come frutas e pólen. Tem uma região de incidência muito ampla e é uma espécie comum em grande parte dessa área, de modo que a União Internacional para a Conservação da Natureza avaliou seu estado de conservação como sendo de "menor preocupação".

## Taxonomia
A espécie foi descrita pela primeira vez em 1836 pelo naturalista francês Alcide d'Orbigny. Quatro subespécies são reconhecidas:
- L.s.silvicolum: sul do Panamá, Colômbia, Venezuela, leste e nordeste do Brasil, leste e nordeste do Equador, leste do Peru, centro e norte da Bolívia e Paraguai;
- L.s.centralis: sul de Honduras, Nicarágua, Costa Rica e norte do Panamá;
- L.s.laephotis: Guiana, Suriname, Guiana Francesa e nordeste do Brasil;
- L.s.occidentalis: nordeste do Peru e sudeste do Equador.

## Descrição

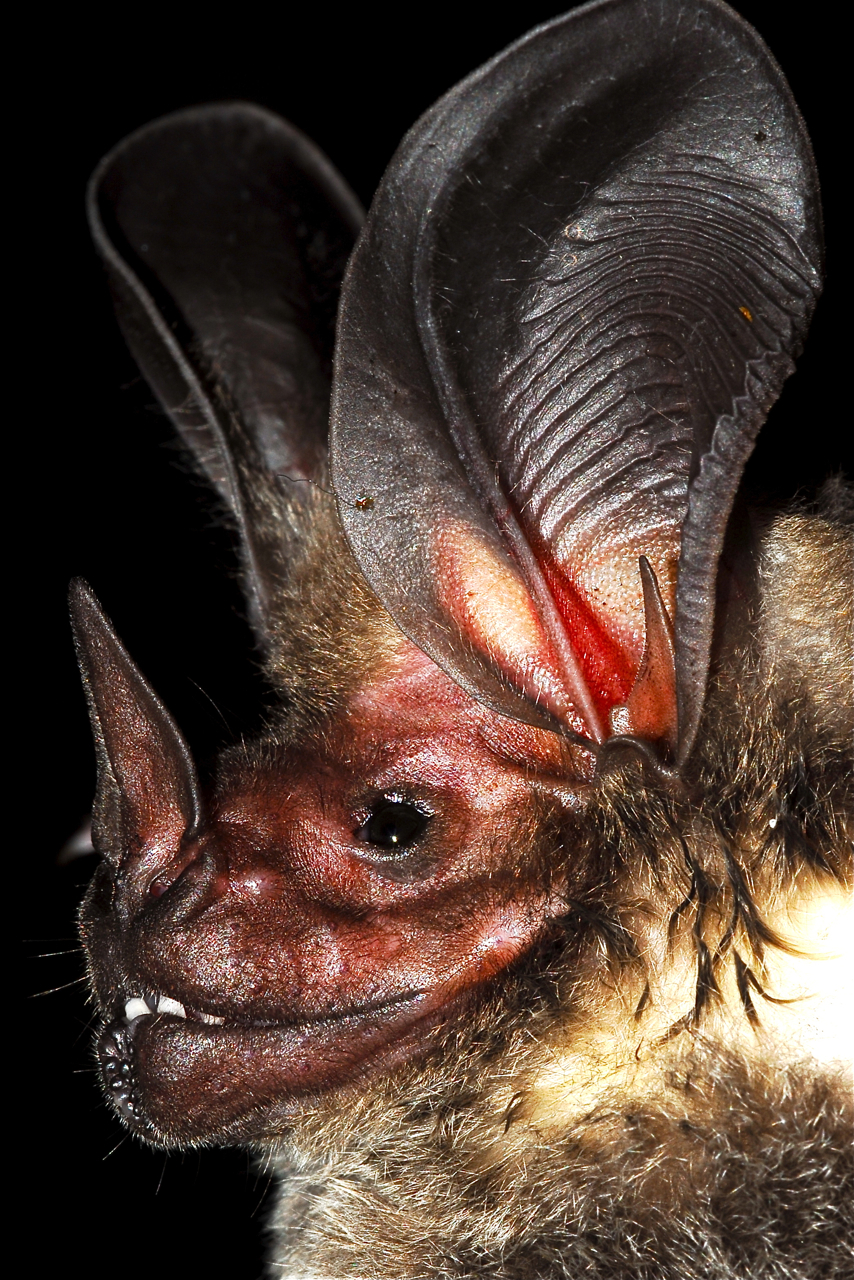
Cabeça com folha nasal e orelhas grandes

Lophostoma silvicolum é um morcego de tamanho médio com um comprimento de antebraço de 50 mm (2,0 pol) ou mais, pelo longo e macio no corpo e pelo muito curto no rosto. As partes dorsais da pelagem são cinzentas ou castanho-acinzentadas e os pelos possuem pontas brancas, enquanto as partes ventrais são castanho-acinzentadas claras e a garganta é inteiramente branca. O focinho é nu, a folha do nariz é lanceolada, com a parte anterior completamente fundida ao lábio superior. No queixo existe um sulco no centro rodeado por filas de pequenas verrugas. As orelhas são grandes, com margens arredondadas, e a cauda se estende até a metade da membrana interfemoral.

## Distribuição e habitat
Lophostoma silvicolum é nativo da América Central e da metade norte da América do Sul, a leste dos Andes. Está ausente em grande parte da bacia amazônica. Ocorre em florestas de vários tipos, em clareiras florestais e em terras agrícolas. Tende a evitar riachos.

## Ecologia
Lophostoma silvicolum alimenta-se principalmente de insetos, recolhendo-os da superfície superior das folhas durante o voo, mas complementa essa dieta com frutas. Empoleira-se em cavidades escavadas pelos machos na base de cupinzeiros. As vantagens para o morcego em usar esse local incluem a redução da competição com outras espécies de morcegos por locais de dormitório, redução de parasitas, redução da predação e microclima constante.